# Liste der Nummer-eins-Hits in Österreich (2009)
Diese Liste enthält alle Nummer-eins-Hits in Österreich im Jahr 2009. Sie basiert auf den Top 75 der österreichischen Charts bei den Singles und bei den Alben. Es gab in diesem Jahr 13 Nummer-eins-Singles und 28 Nummer-eins-Alben.

## Singles
| ← 2008 ← | Liste der Nummer-eins-Hits in Österreich | Liste der Nummer-eins-Hits in Österreich | Liste der Nummer-eins-Hits in Österreich                                                                                    | 2010 →                    |
| \| Zeitraum \| Wo. ges. \| Interpret \| Titel Autor(en) \| Zusätzliche Informationen \| \| (Zeitraum, Wochen auf Platz eins, Interpret, Titel, Autor[en], zusätzliche Informationen) \| \| \| \| \| \| ----------------------------------------------------------------------------------------- \| -------- \| ------------------------------- \| --------------------------------------------------------------------------------------------------------------------------- \| ------------------------- \| \| 5. Dezember 2008 – 29. Januar 2009 8 Wochen \| 8 \| Katy Perry \| Hot n Cold Katy Perry, Lukasz Gottwald, Max Martin \| – \| \| 30. Januar 2009 – 19. Februar 2009 3 Wochen \| 3 \| Leona Lewis \| Run Gary Lightbody, Mark Peter McClelland, Jonathan Graham Quinn, Nathan Connolly, Iain Archer \| – \| \| 20. Februar 2009 – 26. Februar 2009 1 Woche \| 1 \| Oliver \| Blown Away Michelle Leonard, Chris Buseck, Oliver Wimmer \| – \| \| 27. Februar 2009 – 5. März 2009 1 Woche \| 1 \| Mando Diao \| Dance with Somebody Gustaf Erik David Norén, Björn Hans-Erik Dixgård \| – \| \| 6. März 2009 – 28. Mai 2009 12 Wochen \| 12 \| Lady Gaga \| Poker Face Stefani Germanotta, Nadir Khayat \| – \| \| 29. Mai 2009 – 4. Juni 2009 1 Woche \| 1 \| Daniel Schuhmacher \| Anything but Love Dieter Bohlen \| – \| \| 5. Juni 2009 – 2. Juli 2009 4 Wochen \| 4 \| Laura Pausini feat. James Blunt \| Primavera in anticipo (It Is My Song) Musik: Danijel Vuletić; Text: Laura Pausini, Alfredo Rapetti \| – \| \| 3. Juli 2009 – 20. August 2009 7 Wochen \| 7 \| Emilíana Torrini \| Jungle Drum Daniel de Mussenden Carey, Emilíana Torrini \| – \| \| 21. August 2009 – 27. August 2009 1 Woche (insgesamt 2) \| 2 \| The Black Eyed Peas \| I Gotta Feeling Pierre David Guetta, Frederic Jean Riesterer, William Adams, Allan Apll Pineda, Jaime Gomez, Stacy Ferguson \| – \| \| 28. August 2009 – 3. September 2009 1 Woche (insgesamt 4) \| 4 \| Marit Larsen \| If a Song Could Get Me You Marit Elisabeth Larsen, Kåre Christoffer Vestrheim \| – \| \| 4. September 2009 – 10. September 2009 1 Woche (insgesamt 2) \| 2 \| The Black Eyed Peas \| I Gotta Feeling Pierre David Guetta, Frederic Jean Riesterer, William Adams, Allan Apll Pineda, Jaime Gomez, Stacy Ferguson \| – \| \| 11. September 2009 – 1. Oktober 2009 3 Wochen (insgesamt 4) \| 4 \| Marit Larsen \| If a Song Could Get Me You Marit Elisabeth Larsen, Kåre Christoffer Vestrheim \| – \| \| 2. Oktober 2009 – 22. Oktober 2009 3 Wochen \| 3 \| David Guetta feat. Akon \| Sexy Bitch David Guetta, Jean-claude Sindres, Aliaune Thiam, Sandy Julien Wilhelm, Giorgio H. Tuinfort \| – \| \| 23. Oktober 2009 – 26. November 2009 5 Wochen \| 5 \| Robbie Williams \| Bodies Craig Adam Russo, Brandon Christy, Robert Peter Williams \| – \| \| 27. November 2009 – 21. Januar 2010 8 Wochen \| 8 \| Lady Gaga \| Bad Romance Nadir Khayat, Stefani Germanotta \| – \| |                                          |                                          | |                           |
| ← 2008 |                                          |                                          | | → 2010 →                  |
| Zeitraum | Wo. ges.                                 | Interpret                                | Titel Autor(en) | Zusätzliche Informationen |
| (Zeitraum, Wochen auf Platz eins, Interpret, Titel, Autor[en], zusätzliche Informationen) |                                          |                                          | |                           |
| 5. Dezember 2008 – 29. Januar 2009 8 Wochen | 8                                        | Katy Perry                               | Hot n Cold Katy Perry, Lukasz Gottwald, Max Martin                                                                          | –                         |
| 30. Januar 2009 – 19. Februar 2009 3 Wochen | 3                                        | Leona Lewis                              | Run Gary Lightbody, Mark Peter McClelland, Jonathan Graham Quinn, Nathan Connolly, Iain Archer                              | –                         |
| 20. Februar 2009 – 26. Februar 2009 1 Woche | 1                                        | Oliver                                   | Blown Away Michelle Leonard, Chris Buseck, Oliver Wimmer                                                                    | –                         |
| 27. Februar 2009 – 5. März 2009 1 Woche | 1                                        | Mando Diao                               | Dance with Somebody Gustaf Erik David Norén, Björn Hans-Erik Dixgård                                                        | –                         |
| 6. März 2009 – 28. Mai 2009 12 Wochen | 12                                       | Lady Gaga                                | Poker Face Stefani Germanotta, Nadir Khayat                                                                                 | –                         |
| 29. Mai 2009 – 4. Juni 2009 1 Woche | 1                                        | Daniel Schuhmacher                       | Anything but Love Dieter Bohlen                                                                                             | –                         |
| 5. Juni 2009 – 2. Juli 2009 4 Wochen | 4                                        | Laura Pausini feat. James Blunt          | Primavera in anticipo (It Is My Song) Musik: Danijel Vuletić; Text: Laura Pausini, Alfredo Rapetti                          | –                         |
| 3. Juli 2009 – 20. August 2009 7 Wochen | 7                                        | Emilíana Torrini                         | Jungle Drum Daniel de Mussenden Carey, Emilíana Torrini                                                                     | –                         |
| 21. August 2009 – 27. August 2009 1 Woche (insgesamt 2) | 2                                        | The Black Eyed Peas                      | I Gotta Feeling Pierre David Guetta, Frederic Jean Riesterer, William Adams, Allan Apll Pineda, Jaime Gomez, Stacy Ferguson | –                         |
| 28. August 2009 – 3. September 2009 1 Woche (insgesamt 4) | 4                                        | Marit Larsen                             | If a Song Could Get Me You Marit Elisabeth Larsen, Kåre Christoffer Vestrheim                                               | –                         |
| 4. September 2009 – 10. September 2009 1 Woche (insgesamt 2) | 2                                        | The Black Eyed Peas                      | I Gotta Feeling Pierre David Guetta, Frederic Jean Riesterer, William Adams, Allan Apll Pineda, Jaime Gomez, Stacy Ferguson | –                         |
| 11. September 2009 – 1. Oktober 2009 3 Wochen (insgesamt 4) | 4                                        | Marit Larsen                             | If a Song Could Get Me You Marit Elisabeth Larsen, Kåre Christoffer Vestrheim                                               | –                         |
| 2. Oktober 2009 – 22. Oktober 2009 3 Wochen | 3                                        | David Guetta feat. Akon                  | Sexy Bitch David Guetta, Jean-claude Sindres, Aliaune Thiam, Sandy Julien Wilhelm, Giorgio H. Tuinfort                      | –                         |
| 23. Oktober 2009 – 26. November 2009 5 Wochen | 5                                        | Robbie Williams                          | Bodies Craig Adam Russo, Brandon Christy, Robert Peter Williams                                                             | –                         |
| 27. November 2009 – 21. Januar 2010 8 Wochen | 8                                        | Lady Gaga                                | Bad Romance Nadir Khayat, Stefani Germanotta                                                                                | –                         |

## Alben
| ← 2008 ← | Liste der Nummer-eins-Alben in Österreich | Liste der Nummer-eins-Alben in Österreich | Liste der Nummer-eins-Alben in Österreich | 2010 →                    |
| \| Zeitraum \| Wo. ges. \| Interpret \| Titel \| Zusätzliche Informationen \| \| (Zeitraum, Wochen auf Platz eins, Interpret, Titel, zusätzliche Informationen) \| \| \| \| \| \| ------------------------------------------------------------------------------ \| -------- \| ---------------------------------------- \| -------------------------------- \| ------------------------- \| \| 19. Dezember 2008 – 1. Januar 2009 2 Wochen (insgesamt 3) \| 3 \| Herbert Grönemeyer \| Was muss muss – Best of \| – \| \| 2. Januar 2009 – 15. Januar 2009 2 Wochen \| 2 \| Michael Hirte \| Der Mann mit der Mundharmonika \| – \| \| 16. Januar 2009 – 22. Januar 2009 1 Woche \| 1 \| DJ Ötzi \| Hotel Engel \| – \| \| 23. Januar 2009 – 5. Februar 2009 2 Wochen \| 2 \| Wiener Philharmoniker / Daniel Barenboim \| Neujahrskonzert 2009 \| – \| \| 6. Februar 2009 – 26. Februar 2009 3 Wochen \| 3 \| Bruce Springsteen \| Working on a Dream \| – \| \| 27. Februar 2009 – 5. März 2009 1 Woche \| 1 \| Mando Diao \| Give Me Fire! \| – \| \| 6. März 2009 – 12. März 2009 1 Woche \| 1 \| Peter Fox \| Stadtaffe \| – \| \| 13. März 2009 – 26. März 2009 2 Wochen \| 2 \| U2 \| No Line on the Horizon \| – \| \| 27. März 2009 – 2. April 2009 1 Woche (insgesamt 2) \| 2 \| Lady Gaga \| The Fame \| – \| \| 3. April 2009 – 16. April 2009 2 Wochen \| 2 \| Silbermond \| Nichts passiert \| – \| \| 17. April 2009 – 23. April 2009 1 Woche \| 1 \| Andrea Berg \| Zwischen Himmel & Erde \| – \| \| 24. April 2009 – 30. April 2009 1 Woche \| 1 \| Christina Stürmer \| In dieser Stadt \| – \| \| 1. Mai 2009 – 7. Mai 2009 1 Woche \| 1 \| Depeche Mode \| Sounds of the Universe \| – \| \| 8. Mai 2009 – 14. Mai 2009 1 Woche \| 1 \| Bob Dylan \| Together Through Life \| – \| \| 15. Mai 2009 – 28. Mai 2009 2 Wochen \| 2 \| Michael Hirte \| Der Mann mit der Mundharmonika 2 \| – \| \| 29. Mai 2009 – 18. Juni 2009 3 Wochen \| 3 \| Green Day \| 21st Century Breakdown \| – \| \| 19. Juni 2009 – 25. Juni 2009 1 Woche \| 1 \| Placebo \| Battle for the Sun \| – \| \| 26. Juni 2009 – 2. Juli 2009 1 Woche \| 1 \| (Soundtrack) \| Hannah Montana: The Movie \| – \| \| 3. Juli 2009 – 9. Juli 2009 1 Woche \| 1 \| Daniel Schuhmacher \| The Album \| – \| \| 10. Juli 2009 – 10. September 2009 9 Wochen (insgesamt 11) \| 11 \| Michael Jackson \| King of Pop \| – \| \| 11. September 2009 – 24. September 2009 2 Wochen (insgesamt 3) \| 3 \| Semino Rossi \| Die Liebe bleibt \| – \| \| 25. September 2009 – 1. Oktober 2009 1 Woche \| 1 \| Muse \| The Resistance \| – \| \| 2. Oktober 2009 – 8. Oktober 2009 1 Woche (insgesamt 3) \| 3 \| Semino Rossi \| Die Liebe bleibt \| – \| \| 9. Oktober 2009 – 22. Oktober 2009 2 Wochen \| 2 \| Udo Jürgens \| Best Of \| – \| \| 23. Oktober 2009 – 29. Oktober 2009 1 Woche \| 1 \| Helene Fischer \| So wie ich bin \| – \| \| 30. Oktober 2009 – 12. November 2009 2 Wochen \| 2 \| Rammstein \| Liebe ist für alle da \| – \| \| 13. November 2009 – 19. November 2009 1 Woche (insgesamt 3) \| 3 \| Kiddy Contest Kids \| Kiddy Contest Vol. 15 \| – \| \| 20. November 2009 – 3. Dezember 2009 2 Wochen \| 2 \| Robbie Williams \| Reality Killed the Video Star \| – \| \| 4. Dezember 2009 – 17. Dezember 2009 2 Wochen (insgesamt 3) \| 3 \| Kiddy Contest Kids \| Kiddy Contest Vol. 15 \| – \| \| 18. Dezember 2009 – 7. Januar 2010 3 Wochen \| 3 \| Falco \| The Spirit Never Dies \| – \| |                                           |                                           |                                           |                           |
| ← 2008 |                                           |                                           |                                           | → 2010 →                  |
| Zeitraum | Wo. ges.                                  | Interpret                                 | Titel                                     | Zusätzliche Informationen |
| (Zeitraum, Wochen auf Platz eins, Interpret, Titel, zusätzliche Informationen) |                                           |                                           |                                           |                           |
| 19. Dezember 2008 – 1. Januar 2009 2 Wochen (insgesamt 3) | 3                                         | Herbert Grönemeyer                        | Was muss muss – Best of                   | –                         |
| 2. Januar 2009 – 15. Januar 2009 2 Wochen | 2                                         | Michael Hirte                             | Der Mann mit der Mundharmonika            | –                         |
| 16. Januar 2009 – 22. Januar 2009 1 Woche | 1                                         | DJ Ötzi                                   | Hotel Engel                               | –                         |
| 23. Januar 2009 – 5. Februar 2009 2 Wochen | 2                                         | Wiener Philharmoniker / Daniel Barenboim  | Neujahrskonzert 2009                      | –                         |
| 6. Februar 2009 – 26. Februar 2009 3 Wochen | 3                                         | Bruce Springsteen                         | Working on a Dream                        | –                         |
| 27. Februar 2009 – 5. März 2009 1 Woche | 1                                         | Mando Diao                                | Give Me Fire!                             | –                         |
| 6. März 2009 – 12. März 2009 1 Woche | 1                                         | Peter Fox                                 | Stadtaffe                                 | –                         |
| 13. März 2009 – 26. März 2009 2 Wochen | 2                                         | U2                                        | No Line on the Horizon                    | –                         |
| 27. März 2009 – 2. April 2009 1 Woche (insgesamt 2) | 2                                         | Lady Gaga                                 | The Fame                                  | –                         |
| 3. April 2009 – 16. April 2009 2 Wochen | 2                                         | Silbermond                                | Nichts passiert                           | –                         |
| 17. April 2009 – 23. April 2009 1 Woche | 1                                         | Andrea Berg                               | Zwischen Himmel & Erde                    | –                         |
| 24. April 2009 – 30. April 2009 1 Woche | 1                                         | Christina Stürmer                         | In dieser Stadt                           | –                         |
| 1. Mai 2009 – 7. Mai 2009 1 Woche | 1                                         | Depeche Mode                              | Sounds of the Universe                    | –                         |
| 8. Mai 2009 – 14. Mai 2009 1 Woche | 1                                         | Bob Dylan                                 | Together Through Life                     | –                         |
| 15. Mai 2009 – 28. Mai 2009 2 Wochen | 2                                         | Michael Hirte                             | Der Mann mit der Mundharmonika 2          | –                         |
| 29. Mai 2009 – 18. Juni 2009 3 Wochen | 3                                         | Green Day                                 | 21st Century Breakdown                    | –                         |
| 19. Juni 2009 – 25. Juni 2009 1 Woche | 1                                         | Placebo                                   | Battle for the Sun                        | –                         |
| 26. Juni 2009 – 2. Juli 2009 1 Woche | 1                                         | (Soundtrack)                              | Hannah Montana: The Movie                 | –                         |
| 3. Juli 2009 – 9. Juli 2009 1 Woche | 1                                         | Daniel Schuhmacher                        | The Album                                 | –                         |
| 10. Juli 2009 – 10. September 2009 9 Wochen (insgesamt 11) | 11                                        | Michael Jackson                           | King of Pop                               | –                         |
| 11. September 2009 – 24. September 2009 2 Wochen (insgesamt 3) | 3                                         | Semino Rossi                              | Die Liebe bleibt                          | –                         |
| 25. September 2009 – 1. Oktober 2009 1 Woche | 1                                         | Muse                                      | The Resistance                            | –                         |
| 2. Oktober 2009 – 8. Oktober 2009 1 Woche (insgesamt 3) | 3                                         | Semino Rossi                              | Die Liebe bleibt                          | –                         |
| 9. Oktober 2009 – 22. Oktober 2009 2 Wochen | 2                                         | Udo Jürgens                               | Best Of                                   | –                         |
| 23. Oktober 2009 – 29. Oktober 2009 1 Woche | 1                                         | Helene Fischer                            | So wie ich bin                            | –                         |
| 30. Oktober 2009 – 12. November 2009 2 Wochen | 2                                         | Rammstein                                 | Liebe ist für alle da                     | –                         |
| 13. November 2009 – 19. November 2009 1 Woche (insgesamt 3) | 3                                         | Kiddy Contest Kids                        | Kiddy Contest Vol. 15                     | –                         |
| 20. November 2009 – 3. Dezember 2009 2 Wochen | 2                                         | Robbie Williams                           | Reality Killed the Video Star             | –                         |
| 4. Dezember 2009 – 17. Dezember 2009 2 Wochen (insgesamt 3) | 3                                         | Kiddy Contest Kids                        | Kiddy Contest Vol. 15                     | –                         |
| 18. Dezember 2009 – 7. Januar 2010 3 Wochen | 3                                         | Falco                                     | The Spirit Never Dies                     | –                         |

## Jahreshitparaden
| ← 2008 ← | Liste der Nummer-eins-Hits in Österreich | Liste der Nummer-eins-Hits in Österreich     | Liste der Nummer-eins-Hits in Österreich | 2010 →   |
| \| Singles \| Position# \| Alben \| \| ------------------------------------------------------------------------------------------------------------------------------------------------------------------------------------------------------------------------------------ \| --------- \| -------------------------------------------- \| \| Poker Face Lady Gaga Stefani Germanotta, Nadir Khayat \| 1 \| King of Pop Michael Jackson \| \| Jungle Drum Emilíana Torrini Daniel de Mussenden Carey, Emilíana Torrini \| 2 \| The Fame Lady Gaga \| \| I Gotta Feeling The Black Eyed Peas Pierre David Guetta, Frederic Jean Riesterer, William Adams, Allan Apll Pineda, Jaime Gomez, Stacy Ferguson \| 3 \| Stadtaffe Peter Fox \| \| Sexy Bitch David Guetta feat. Akon David Guetta, Jean-claude Sindres, Aliaune Thiam, Sandy Julien Wilhelm, Giorgio H. Tuinfort \| 4 \| Funhouse P!nk \| \| Hot n Cold Katy Perry Katy Perry, Lukasz Gottwald, Max Martin \| 5 \| Was muss muss – Best of Herbert Grönemeyer \| \| If a Song Could Get Me You Marit Larsen Marit Elisabeth Larsen, Kåre Christoffer Vestrheim \| 6 \| Der Mann mit der Mundharmonika Michael Hirte \| \| Right Round Flo Rida feat. Kesha Philip Martin Lawrence II, Lukasz Gottwald, Tramar Dillard, Justin Scott Franks, Allan Peter Grigg, Peter Jozzepi Burns, Stephen Coy, Timothy John Lever, Michael David Percy, Peter Gene Hernandez \| 7 \| Black Ice AC/DC \| \| Ayo Technology Milow Nathaniel Floyd Hills, Curtis James Jackson, Timothy Z. Mosley, Justin R. Timberlake \| 8 \| 21st Century Breakdown Green Day \| \| Primavera in anticipo (It Is My Song) Laura Pausini feat. James Blunt Musik: Danijel Vuletić; Text: Laura Pausini, Alfredo Rapetti \| 9 \| Liebe ist für alle da Rammstein \| \| Irgendwas bleibt Silbermond Thomas Stolle, Johannes Stolle, Stefanie Kloß, Andreas Jan Nowak \| 10 \| Kiddy Contest Vol. 14 Kiddy Contest Kids \| |                                          |                                              |                                          |          |
| ← 2008 |                                          |                                              |                                          | → 2010 → |
| Singles | Position#                                | Alben                                        |                                          |          |
| Poker Face Lady Gaga Stefani Germanotta, Nadir Khayat | 1                                        | King of Pop Michael Jackson                  |                                          |          |
| Jungle Drum Emilíana Torrini Daniel de Mussenden Carey, Emilíana Torrini | 2                                        | The Fame Lady Gaga                           |                                          |          |
| I Gotta Feeling The Black Eyed Peas Pierre David Guetta, Frederic Jean Riesterer, William Adams, Allan Apll Pineda, Jaime Gomez, Stacy Ferguson | 3                                        | Stadtaffe Peter Fox                          |                                          |          |
| Sexy Bitch David Guetta feat. Akon David Guetta, Jean-claude Sindres, Aliaune Thiam, Sandy Julien Wilhelm, Giorgio H. Tuinfort | 4                                        | Funhouse P!nk                                |                                          |          |
| Hot n Cold Katy Perry Katy Perry, Lukasz Gottwald, Max Martin | 5                                        | Was muss muss – Best of Herbert Grönemeyer   |                                          |          |
| If a Song Could Get Me You Marit Larsen Marit Elisabeth Larsen, Kåre Christoffer Vestrheim | 6                                        | Der Mann mit der Mundharmonika Michael Hirte |                                          |          |
| Right Round Flo Rida feat. Kesha Philip Martin Lawrence II, Lukasz Gottwald, Tramar Dillard, Justin Scott Franks, Allan Peter Grigg, Peter Jozzepi Burns, Stephen Coy, Timothy John Lever, Michael David Percy, Peter Gene Hernandez | 7                                        | Black Ice AC/DC                              |                                          |          |
| Ayo Technology Milow Nathaniel Floyd Hills, Curtis James Jackson, Timothy Z. Mosley, Justin R. Timberlake | 8                                        | 21st Century Breakdown Green Day             |                                          |          |
| Primavera in anticipo (It Is My Song) Laura Pausini feat. James Blunt Musik: Danijel Vuletić; Text: Laura Pausini, Alfredo Rapetti | 9                                        | Liebe ist für alle da Rammstein              |                                          |          |
| Irgendwas bleibt Silbermond Thomas Stolle, Johannes Stolle, Stefanie Kloß, Andreas Jan Nowak | 10                                       | Kiddy Contest Vol. 14 Kiddy Contest Kids     |                                          |          |